# Pseudapocyrtus legorskyi
Pseudapocyrtus legorskyi – gatunek chrząszcza z rodziny ryjkowcowatych i podrodziny Entiminae.
Gatunek ten opisany został w 2012 roku przez Andreasa Linka i Herberta Zettela.
Chrząszcz o ciele długości od 8,8 do 10,6 mm u samców i od 9,7 do 11,9 mm u samic. Ubarwiony czarno z jaśniejszymi (jasnorudymi do ciemnokasztanowych): trzonkami i nasadowymi częściami funikulusów czułków, goleniami i większymi częściami ud oraz dyskami przedplecza i pokryw. Mała i wąska głowa ma na spodzie V-kształtne wgłębienie. Kuliste przedplecze jest na dysku grubo guzkowane a na przednim i tylnym brzegu prawie gładkie do lekko szagrynowanego. Pokrywy silnie kuliste. U samicy ich wierzchołek zmodyfikowany: występuje około dwukrotnie głębsze niż szersze wcięcie szwowe i oddzielone ostrymi ząbkami, półokrągłe, płytsze wcięcia przedwierzchołkowe.
Ryjkowiec znany tylko z Parku Narodowego Bicol, gdzie okazy odłowiono w zdegradowanym lesie dwuskrydlowym oraz na obrzeżach lasów. Prawdopodobnie gatunek endemiczny dla podregionu bikolskiego regionu biogeograficznego "Wielkiego Luzonu".